# Sèrra de Terratrem
La Sèrra de Terratrem és una serra situada al municipi de Vielha e Mijaran a la comarca de la Vall d'Aran, amb una elevació màxima de 2.393 metres.